# Bounoura
Bounoura (în arabă بونورة) este o comună din provincia Ghardaïa, Algeria.
Populația comunei este de 35.405 locuitori (2008).